# IC 939
IC 939 ist eine elliptische Galaxie vom Hubble-Typ E0 im Sternbild Jungfrau nördlich der Ekliptik. Sie ist schätzungsweise 314 Millionen Lichtjahre von der Milchstraße entfernt und hat einen Durchmesser von etwa 85.000 Lichtjahren.
Im selben Himmelsareal befinden sich u. a. die Galaxien NGC 5300, IC 940 und IC 943.
Das Objekt wurde am 3. Juni 1891 vom französischen Astronomen Stéphane Javelle entdeckt.